# شوتو یاماموتو
شوتو یاماموتو (انگلیسی: Shuto Yamamoto؛ زادهٔ ۱ ژوئن ۱۹۸۵) بازیکن فوتبال اهل ژاپن است.
از باشگاه‌هایی که در آن بازی کرده‌است می‌توان به باشگاه فوتبال جوبیلو ایواتا و باشگاه فوتبال کاشیما آنتلرز اشاره کرد.